# Jack Della Maddalena
Giacomo "Jack" Della Maddalena (Perth, 10 de setembro de 1996), também conhecido por suas iniciais JDM, é um artista marcial misto profissional  australiano. Ele compete na divisão dos meio-médios do Ultimate Fighting Championship (UFC), onde é o atual campeão dos meio-médios do UFC. Em 4 de junho de 2025, ele estava em 9º lugar no ranking peso por peso masculino do UFC.